# Centuratio

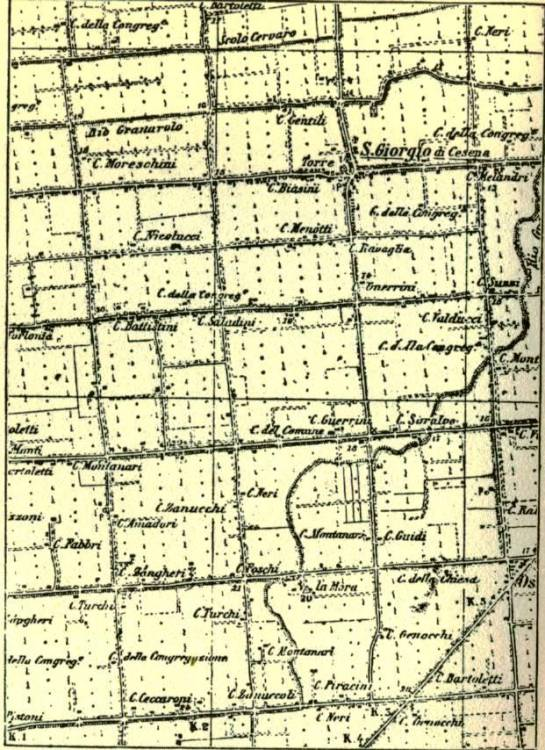
Centuratio

Onder een centuratio wordt een Romeins verkavelingspatroon verstaan.
Een centuratio was een vierkant stuk landbouwgrond van ongeveer 750 bij 750 meter, dat weer in kleinere stukken kon worden verdeeld. Centuratio's kunnen in sommige, intensief door de Romeinen bewoonde streken, nog worden herkend.

## Externe bronnen
- Romeinse landinrichting